# Eudimorphodon
Eudimorphodon (del grec; ευ (eu), «veritable» + δι (di), «dos» + μορφή (morphé), «forma», ὀδούς (odoús), «dent»; «veritables dents de dues formes») és un gènere de pterosaures ramforincoïdeus de la família Campylognathoididae que va viure en l'actual Itàlia. Va ser un pterosaure descobert el 1973 per Mario Pandolfi a la ciutat de Cene (Itàlia), i descrit el mateix any per Rocco Zambelli. L'esquelet gairebé complet es va recuperar del shale dipositat durant el Triàsic superior (etapa mitjana fins a la tardana del Norià), cosa que va fer que l'Eudimorphodon fos un dels pterosaures més antics. Tenia una envergadura d'uns 100 centímetres, i potser al final de la seva llarga cua òssia tenia una solapa en forma de diamant com el posterior Rhamphorhynchus. Si és així, és possible que la solapa l'hagi ajudat a maniobrar mentre volava. L'Eudimorphodon és conegut per diversos esquelets, incloent exemplars joves.

## Descripció
Eudimorphodon era un pterosaure petit, amb 1 metre d'envergadura i no pesava més de 10 kg. El seu quart dit tenia una mida molt gran i estava unit a la membrana que formava l'ala.
L'Eudimorphodon mostrava una forta diferenciació de les dents, d'aquí el seu nom, que es deriva del grec antic per «veritables dents de dues formes». També posseïa un gran nombre d'aquestes dents, un total de 110 d'elles densament repartides en una mandíbula de només sis centímetres de llarg. La part davantera de la mandíbula era plena d'ullals (quatre a cada costat de la mandíbula superior i dos a cada costat de la mandíbula inferior), seguits d'una línia de dents més petites amb moltes puntes (25 a la mandíbula superior i 26 a la mandíbula inferior), la majoria dels quals tenia cinc puntes.

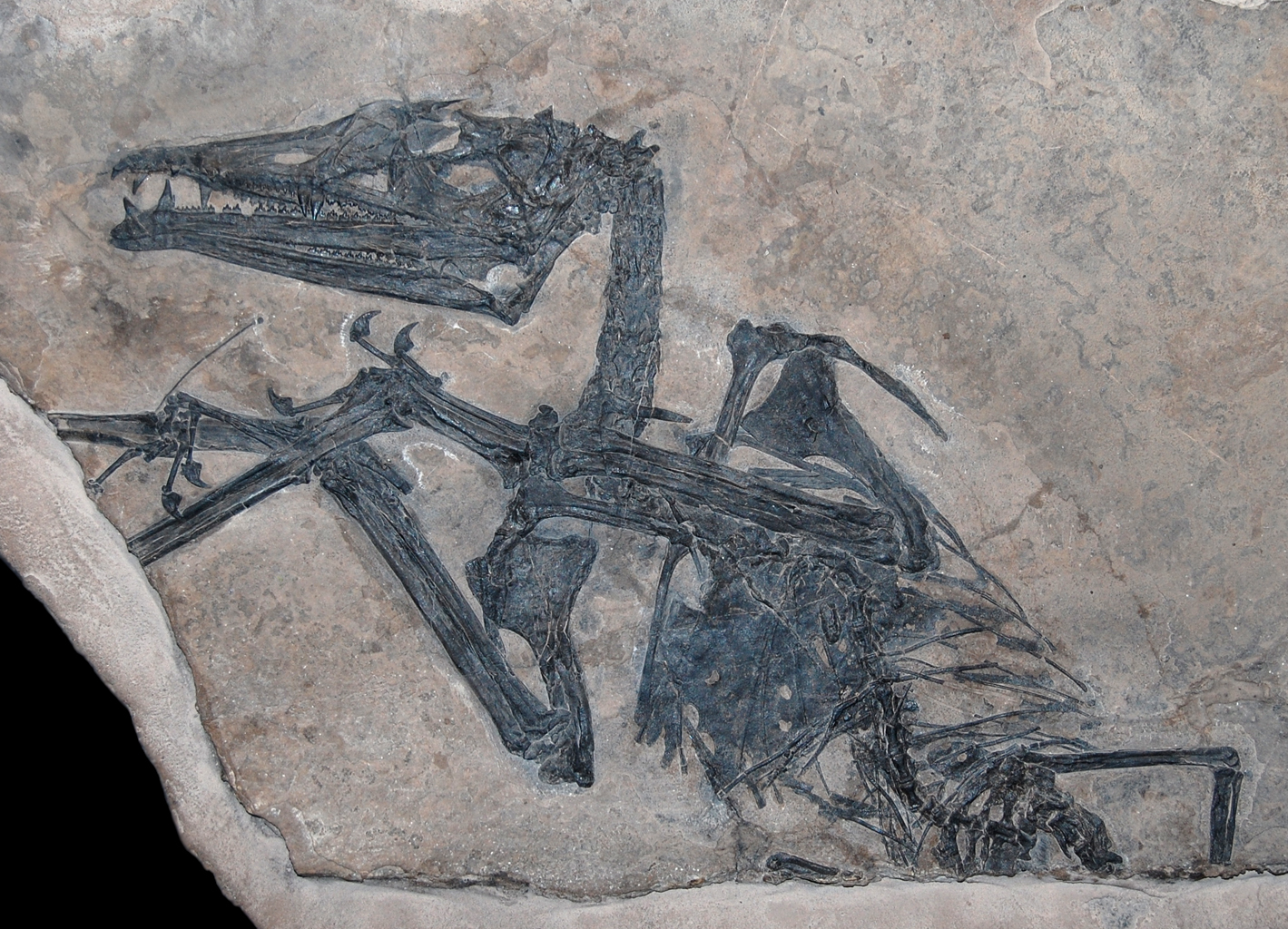
Fòssil MCSNB 2888, l'holotip de l'espècimen Eudimorphodon ranzii
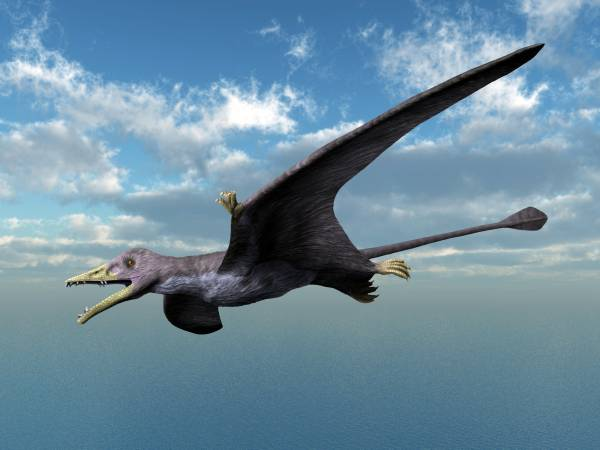
Reconstrucció d'un Eudimorphodon ranzii

La morfologia de les dents suggereixen una dieta piscívora, que s'ha confirmat amb un contingut estomacal conservat que conté les restes de peixos del gènere Parapholidophorus. L'Eudimorphodon tenia una dentició lleugerament diferent, amb menys dents, i pot haver tingut una dieta més insectívora. Les dents superiors i inferiors de l'Eudimorphodon entraven en contacte directe entre elles quan es tancava les mandíbules, sobretot a la part posterior de la mandíbula. Aquest grau d'occlusió dental és el més conegut entre els pterosaures. Les dents tenien moltes puntes i el desgast de les dents demostra que l'Eudimorphodon era capaç de triturar o mastegar el menjar fins a cert punt. El desgast dels costats d'aquestes dents suggereix que l'Eudimorphodon també s'alimentava d'invertebrats de closca dura. Les dents distingeixen l'Eudimorphodon, perquè gairebé tots els altres pterosaures tenien dents simples, o bé mancaven del tot. Benson et al. (2012) es va adonar que les dents haurien estat perfectes per agafar i aixafar peixos.

## Història del seu descobriment
L'Eudimorphodon inclou actualment una espècie, l'espècie tipus Eudimorphodon ranzii, que va ser descrita per Zambelli per primera vegada el 1973. Es basa en l'holotip MCSNB 2888. El nom específic fa honor al professor Silvio Ranzi.
Una segona espècie, Eudimorphodon rosenfeldi, va ser nomenada per Dalla Vecchia el 1995 per dos exemplars trobats a Itàlia. Tanmateix, un altre estudi realitzat per Dalla Vecchia va comprovar que aquests representaven en realitat un gènere diferent, que va anomenar Carniadactylus el 2009.
Una tercera espècie era Eudimorphodon cromptonellus, descrita per Jenkins i col·legues el 2001. Es basa en un exemplar jove amb una envergadura alar de 24 centímetres (MGUH VP 3393), trobada a principis de la dècada del 1990 a Jameson Land, Groenlàndia. El seu nom específic honora el professor Alfred Walter Crompton; el nom és un diminutiu perquè l'exemple és molt petit. El 2015 va ser nomenat com a gènere separat Arcticodactylus per Alexander Kellner.
L'exemplar BSP 1994 I 51 de 2003 referit a un cf E. ranzii, va ser convertit en el gènere Austriadraco per Kellner el 2015.
El 1986 es van trobar fragments d'una mandíbula fòssil que contenien dents amb moltes puntes a les roques del grup Dockum, a l'oest de Texas. Un fragment, aparentment d'una mandíbula inferior, contenia dues dents, cadascuna amb cinc puntes. Un altre fragment, de la mandíbula superior, també contenia diverses dents amb moltes puntes. Aquestes troballes són molt similars a l'Eudimorphodon i poden ser atribuïbles a aquest gènere, tot i que sense restes fòssils millors és impossible estar segur.
S'han trobat nombrosos fòssils que abans es creien que eren d'Eudimorphodon, fent que l'Eudimorphodon fos un dels pterosaures més abundants d'Itàlia. Avui en dia, aquests fòssils s'han classificat en diferents gèneres.

## Filogènia i classificació
Malgrat la seva gran antiguitat, l'Eudimorphodon té poques característiques primitives que fan que el tàxon sigui de poc ús per intentar constatar on se situen els pterosaures a l'arbre genealògic dels rèptils. Tanmateix, els trets basals són la retenció de dents de la zona pterigoïdal i la flexibilitat de la cua (a la qual li manca les extensions vertebradores molt endurides que presenten altres pterosauris de cua llarga). L'escassetat de les restes primerenques del pterosaure ha garantit que el seu origen evolutiu continui sent un misteri, amb diferents experts que suggereixen afinitats als dinosaures, als arcosauriformes o als prolacertiformes.
Dins de la hipòtesi estàndard que els Dinosauromorfs són els parents propers dels pterosaures dins d'uns ornitodirs generalitzats, l'Eudimorphodon també és poc útil per establir relacions dins de Pterosauria entre formes primerenques i posteriors, perquè les seves dents amb moltes puntes haurien de ser considerades altament derivades, en comparació amb les dents de puntes simples dels pterosaures juràssics, i un fort indicador que l'Eudimorphodon no està estretament relacionat amb l'ancestre dels pterosaures posteriors. En canvi, es creu que és un membre d'una branca especialitzada del principal «línia» de l'evolució del pterosaure, els Campylognathoididae.
La següent anàlisi filogenètica segueix la topologia de Upchurch et al. (2015).
|  | Preondactylus buffarinii  |
|  |                           |
|  | Austriadactylus cristatus |
|  |                           |

|  | Raeticodactylus filisurensis |
|  |                              |
|  | Caviramus schesaplanensis    |
|  |                              |

|  | Arcticodactylus cromptonellus                                                      |
|  |                                                                                    |
|  | \| \| Carniadactylus rosenfeldi \| \| \| \| \| \| Eudimorphodon ranzii \| \| \| \| |
|  |                                                                                    |
|  | Carniadactylus rosenfeldi                                                          |
|  |                                                                                    |
|  | Eudimorphodon ranzii                                                               |
|  |                                                                                    |

|  | Carniadactylus rosenfeldi |
|  |                           |
|  | Eudimorphodon ranzii      |
|  |                           |

|  | Raeticodactylus filisurensis |
|  |                              |
|  | Caviramus schesaplanensis    |
|  |                              |

|  | Arcticodactylus cromptonellus                                                      |
|  |                                                                                    |
|  | \| \| Carniadactylus rosenfeldi \| \| \| \| \| \| Eudimorphodon ranzii \| \| \| \| |
|  |                                                                                    |
|  | Carniadactylus rosenfeldi                                                          |
|  |                                                                                    |
|  | Eudimorphodon ranzii                                                               |
|  |                                                                                    |

|  | Carniadactylus rosenfeldi |
|  |                           |
|  | Eudimorphodon ranzii      |
|  |                           |

|  | Raeticodactylus filisurensis |
|  |                              |
|  | Caviramus schesaplanensis    |
|  |                              |

|  | Arcticodactylus cromptonellus                                                      |
|  |                                                                                    |
|  | \| \| Carniadactylus rosenfeldi \| \| \| \| \| \| Eudimorphodon ranzii \| \| \| \| |
|  |                                                                                    |
|  | Carniadactylus rosenfeldi                                                          |
|  |                                                                                    |
|  | Eudimorphodon ranzii                                                               |
|  |                                                                                    |

|  | Carniadactylus rosenfeldi |
|  |                           |
|  | Eudimorphodon ranzii      |
|  |                           |

|  | Raeticodactylus filisurensis |
|  |                              |
|  | Caviramus schesaplanensis    |
|  |                              |

|  | Arcticodactylus cromptonellus                                                      |
|  |                                                                                    |
|  | \| \| Carniadactylus rosenfeldi \| \| \| \| \| \| Eudimorphodon ranzii \| \| \| \| |
|  |                                                                                    |
|  | Carniadactylus rosenfeldi                                                          |
|  |                                                                                    |
|  | Eudimorphodon ranzii                                                               |
|  |                                                                                    |

|  | Carniadactylus rosenfeldi |
|  |                           |
|  | Eudimorphodon ranzii      |
|  |                           |

|  | Preondactylus buffarinii  |
|  |                           |
|  | Austriadactylus cristatus |
|  |                           |

|  | Raeticodactylus filisurensis |
|  |                              |
|  | Caviramus schesaplanensis    |
|  |                              |

|  | Arcticodactylus cromptonellus                                                      |
|  |                                                                                    |
|  | \| \| Carniadactylus rosenfeldi \| \| \| \| \| \| Eudimorphodon ranzii \| \| \| \| |
|  |                                                                                    |
|  | Carniadactylus rosenfeldi                                                          |
|  |                                                                                    |
|  | Eudimorphodon ranzii                                                               |
|  |                                                                                    |

|  | Carniadactylus rosenfeldi |
|  |                           |
|  | Eudimorphodon ranzii      |
|  |                           |

|  | Raeticodactylus filisurensis |
|  |                              |
|  | Caviramus schesaplanensis    |
|  |                              |

|  | Arcticodactylus cromptonellus                                                      |
|  |                                                                                    |
|  | \| \| Carniadactylus rosenfeldi \| \| \| \| \| \| Eudimorphodon ranzii \| \| \| \| |
|  |                                                                                    |
|  | Carniadactylus rosenfeldi                                                          |
|  |                                                                                    |
|  | Eudimorphodon ranzii                                                               |
|  |                                                                                    |

|  | Carniadactylus rosenfeldi |
|  |                           |
|  | Eudimorphodon ranzii      |
|  |                           |

|  | Raeticodactylus filisurensis |
|  |                              |
|  | Caviramus schesaplanensis    |
|  |                              |

|  | Arcticodactylus cromptonellus                                                      |
|  |                                                                                    |
|  | \| \| Carniadactylus rosenfeldi \| \| \| \| \| \| Eudimorphodon ranzii \| \| \| \| |
|  |                                                                                    |
|  | Carniadactylus rosenfeldi                                                          |
|  |                                                                                    |
|  | Eudimorphodon ranzii                                                               |
|  |                                                                                    |

|  | Carniadactylus rosenfeldi |
|  |                           |
|  | Eudimorphodon ranzii      |
|  |                           |

|  | Raeticodactylus filisurensis |
|  |                              |
|  | Caviramus schesaplanensis    |
|  |                              |

|  | Arcticodactylus cromptonellus                                                      |
|  |                                                                                    |
|  | \| \| Carniadactylus rosenfeldi \| \| \| \| \| \| Eudimorphodon ranzii \| \| \| \| |
|  |                                                                                    |
|  | Carniadactylus rosenfeldi                                                          |
|  |                                                                                    |
|  | Eudimorphodon ranzii                                                               |
|  |                                                                                    |

|  | Carniadactylus rosenfeldi |
|  |                           |
|  | Eudimorphodon ranzii      |
|  |                           |